# Il figlio del Corsaro Rosso (film 1921)
Il figlio del Corsaro rosso è un film del 1921, diretto dal regista Vitale Di Stefano che faceva parte di un ciclo di 5 pellicole tratte dalla serie I corsari delle Antille scritta da Emilio Salgari.

## Trama
Enrico di Ventimiglia, nipote del Corsaro nero in quanto figlio del di lui fratello Corsaro rosso, scopre che suo padre ha avuto una figlia nel nuovo mondo e parte alla sua ricerca. La giovane, in quanto futura erede del regno di Darien, è tenuta prigioniera dal marchese di Montelimar a Guayaquil in quanto egli spera così di impadronirsi di quel territorio. Enrico si incontra con la sorella di Montelimar e sarà proprio lei, innamorata, a salvarlo dalle ricerche del fratello. Con l'aiuto di alcuni avventurieri, riesce a liberare la sorellastra Neala ed a sconfiggere colui che ha ucciso suo padre. Poi torna in Europa con Neala e con l'amata.

## Produzione
Il figlio del Corsaro rosso, tratto dall'omonimo romanzo salgariano, fu il quarto film di una serie prodotta dalla milanese "Rosa Film", a sua volta basata sul ciclo avventuroso,composto da 5 romanzi, I corsari delle Antille, anche se inizialmente questa serie di pellicole era stata presentata come un'iniziativa editoriale di un'altra azienda, la torinese "Latina Ars". Delle cinque, questa era la più lunga, divisa in due episodi, senza titolo autonomo, lunghi 1.558 e 1.383 metri, . Fu la prima trasposizione cinematografica mai realizzata da opere dello scrittore veronese, che da allora conobbe una grande fortuna sugli schermi. 

Il ciclo salgariano della "Rosa film" venne girato in Sicilia ed in Spagna, ma gli esterni furono criticati per la scarsa verosimiglianza

In questa occasione la direzione del ciclo venne affidata a Vitale De Stefano, che aveva esordito con compagnie teatrali dialettali piemontesi, per poi passare nel fiorente ambiente della cinematografia torinese negli anni precedenti la guerra. Dopo aver lavorato con la "Itala Film", la "Savoia Film" e la "Ambrosio", era arrivato alla notorietà con l'interpretazione di Massinissa nel Cabiria del 1914. Anche in questa occasione fu interprete, oltreché regista.
La "Rosa Film" era un'azienda di produzione cinematografica fondata a Milano nel 1916 da Alfredo de Rosa, nata proprio, con gli auspici dei figli di Salgari, per portare sugli schermi i racconti avventurosi ideati dalla fantasia dello scrittore. Tuttavia, solo nel 1920 gli ambiziosi progetti iniziali dell'azienda si tradussero nell'acquisizione del Parco Gorla, dove vennero costruiti alcuni "set" e fu solo in quell'anno che si dette il via alla lavorazione del primo film del ciclo, cioè Il Corsaro nero.
Nell'aprile1921 una promozione della "Rosa Film" dava come ultimato l'intero ciclo basato sui 5 romanzi. Nello stesso periodo, però, si aggravava per la cinematografia italiana la crisi che per tutti gli anni 20 ne avrebbe compromesso l'esistenza, rendendo vani gli appelli alla «necessità di riconquista nei mercati stranieri, essendo passato il tempo in cui il solo fatto di essere italiana era sufficiente a valorizzare la merce». Neppure la costituzione, avvenuta nel gennaio 1919, dell'U.C.I., poté arrestarne la decadenza ed, anzi, forse l'aggravò.
Le riprese delle 5 pellicole che costituirono la serie salgariana della "Rosa Film" (oltre a Il figlio del Corsaro rosso,  Il Corsaro nero, La regina dei Caraibi, Jolanda, la figlia del Corsaro Nero, Gli ultimi filibustieri) furono effettuate per lunghi periodi in Sicilia ed in Spagna, con un considerevole impegno finanziario. La serie di film venne presentata tutta insieme nel settembre - ottobre 1921 al visto della censura, ma la crisi incombente fece sì che esse fossero le ultime pellicole prodotte dall'impresa milanese che in seguito, come tante altre aziende italiane del settore, cessò l'attività, nonostante che, ancora nella prima metà del 1921, si parlasse di una sua collaborazione con la "Éclair" e dell'apertura di una filiale a Parigi.

## Accoglienza
Non sono molte le notizie sulla diffusione di questo quarto film del ciclo salgariano, la cui distribuzione era stata affidata alla milanese "Felix Film" e che, in generale, riscosse pochi apprezzamenti dai commentatori che, tuttavia riconobbero come fosse piaciuto al pubblico, al quale la serie venne talvolta proposta al completo in una "maratona"filmica durata un'intera giornata. «Questa serie di film ha incontrato in parte il favore del pubblico. Per parte mia penso che invece di proiettare lavori del genere, sarebbe meglio programmare lavori che riproducessero scene della vita vissuta ed interessanti episodi storici».
Nessuna delle 5 pellicole del ciclo salgariano della  "Rosa Film" risulta oggi reperibile: Il figlio del Corsaro rosso, è quindi considerato un film perduto.